# Magneuptychia gera
Magneuptychia gera är en fjärilsart som beskrevs av William Chapman Hewitson 1850. Magneuptychia gera ingår i släktet Magneuptychia och familjen praktfjärilar. Inga underarter finns listade i Catalogue of Life.

## Bildgalleri

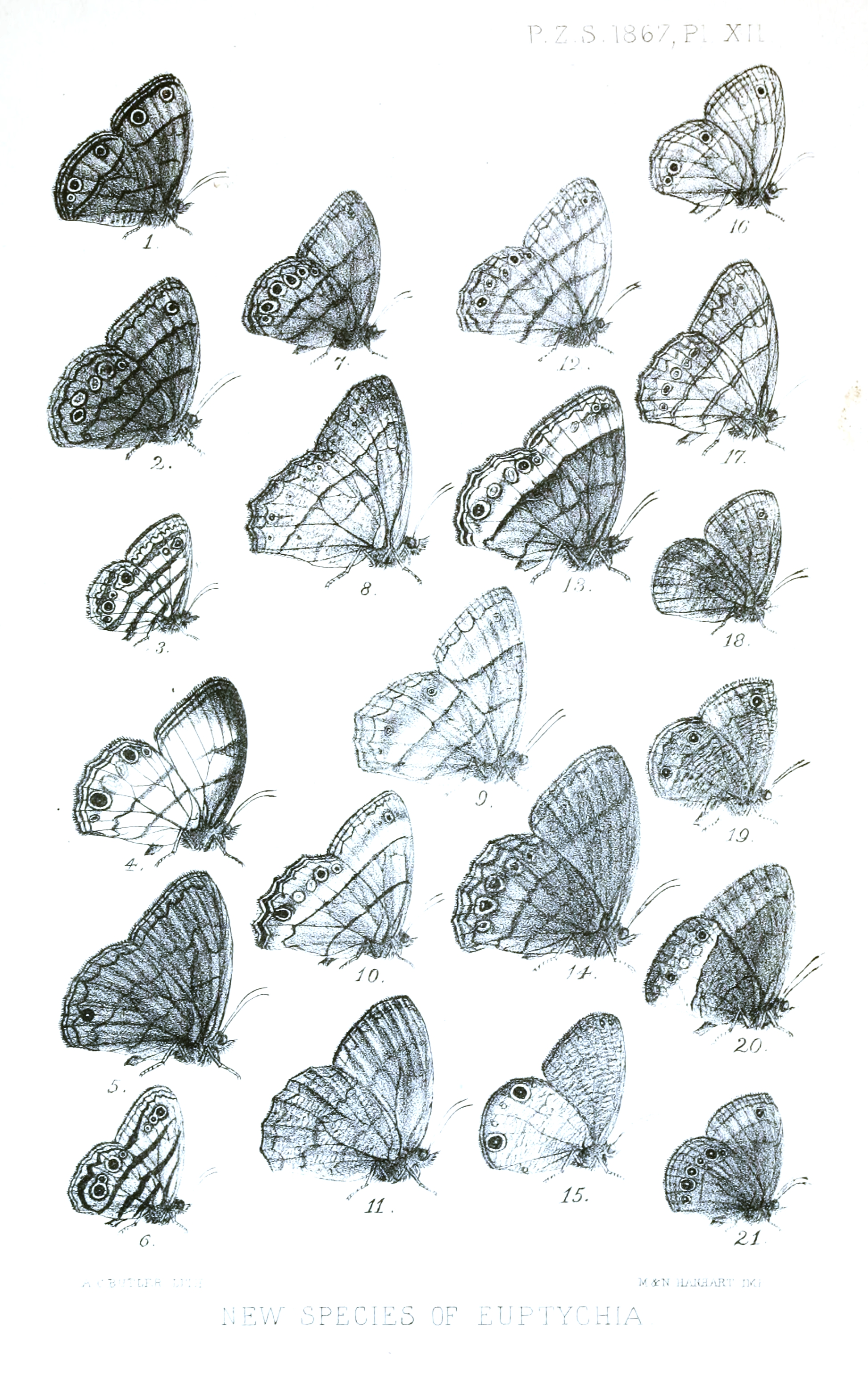
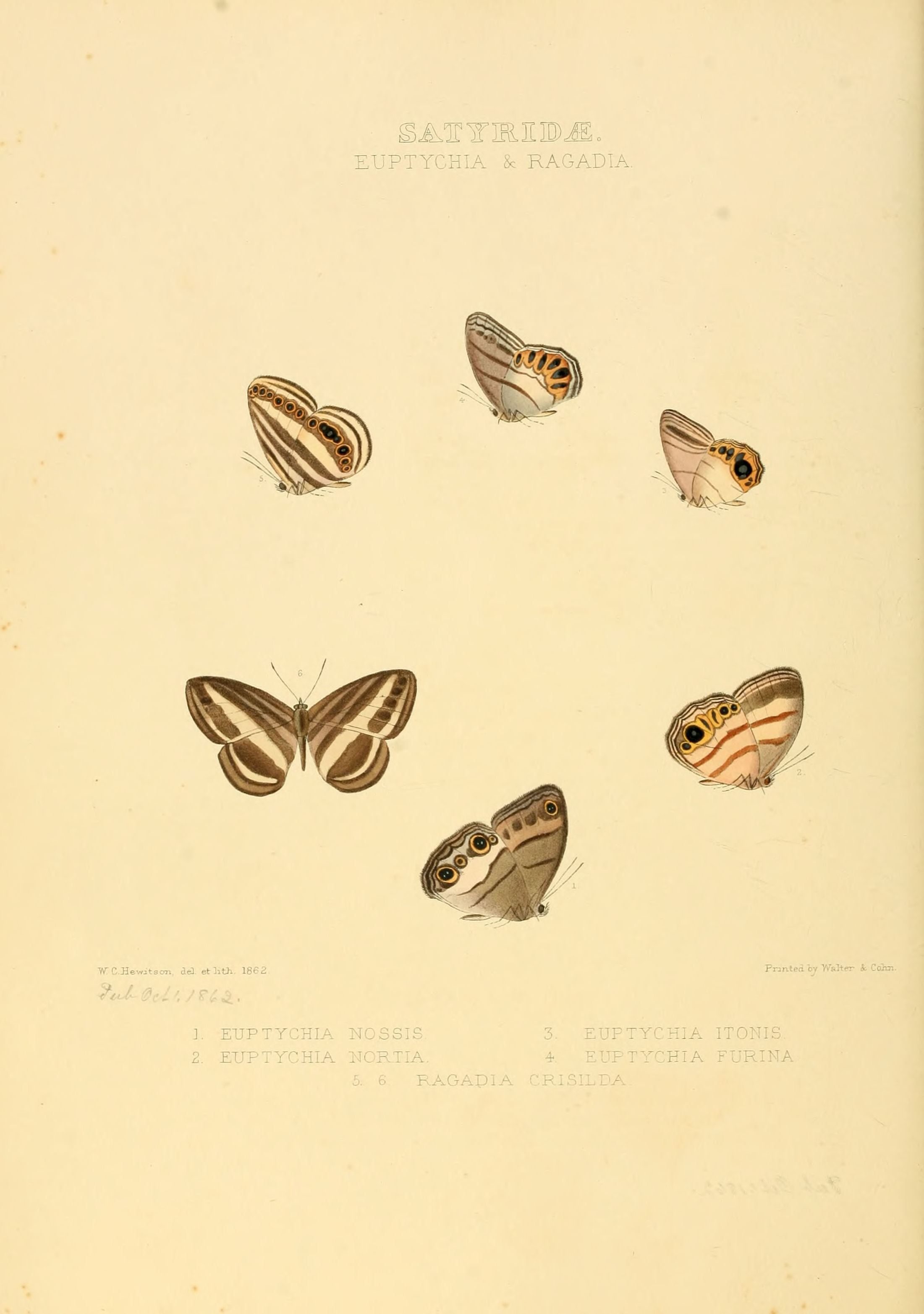